# ویلسونیا (کالیفرنیا)
ویلسونیا (به انگلیسی: Wilsonia) یک منطقهٔ مسکونی در ایالات متحده آمریکا است که در شهرستان تولار، کالیفرنیا واقع شده است. ویلسونیا ۰٫۷۰۶ کیلومتر مربع مساحت و ۵ نفر جمعیت دارد و ۲٬۰۱۶٫۸۹ متر بالاتر از سطح دریا واقع شده است.